# Valentín Campa (estación)
Valentín Campa será una de las estaciones que formarán parte del Metro de la Ciudad de México, perteneciente a la Línea 12. Se ubicará al poniente de la Ciudad de México, en la alcaldía Álvaro Obregón.

## Información general
Forma parte de una ampliación de dicha línea que conectará las estaciones Mixcoac y Observatorio. Su nombre es en honor al dirigente obrero Valentín Campa, impulsor de la Huelga ferrocarrilera de 1959. La estación se ubicará en la colonia Minas de Cristo de la Alcaldía Álvaro Obregón, cerca de la intersección de la avenida Alta Tensión y la avenida San Antonio.
En diciembre de 2012 se anunció la expansión de la Línea 12 para conectarla con la Línea 1 en la estación Observatorio. Como parte del proyecto se construirían dos nuevas estaciones de paso, una de ellas Valentín Campa. Su construcción empezó en marzo de 2016.